# Serge Labégorre
 (décembre 2018).
 (décembre 2018).
Si vous disposez d'ouvrages ou d'articles de référence ou si vous connaissez des sites web de qualité traitant du thème abordé ici, merci de compléter l'article en donnant les références utiles à sa vérifiabilité et en les liant à la section « Notes et références ».
Serge Labégorre, né le 15 décembre 1932 à Talence, est un artiste peintre français du mouvement expressionniste.

## Biographie

### Jeunesse
Serge Labégorre est né le 15 décembre 1932 à Talence,. Sa mère est girondine ; son père, béarnais, dirige à Bordeaux le dépôt régional des Aciéries de Longwy, que son propre père avait fondé. 
Sa famille est arrivée de Toulouse, où son frère Jacques était né. Ce dernier sera plus tard médecin de Santé Navale, et obtiendra des postes importants à Dakar et Phnom Penh.
Après un bref séjour à Bordeaux, la famille s'installe à Libourne où la grand-mère maternelle, veuve, a du mal à gérer une grande quincaillerie et une vingtaine d'employés. Le grenier de 500 m2 est son espace de jeu.
La famille habite des maisons à Libourne, Langon, la villa Le Récif à Biarritz, Aramits dans la vallée de Barétous[réf. nécessaire].
Serge Labégorre et son frère entrent au Collège Montesquieu de Libourne, établissement privé dirigé par des prêtres, où il est bon élève.
Dans la grande maison de Langon, habitent son grand-oncle, industriel, et sa femme, Angelina Boirac, grande lectrice de Proust et Mauriac, qui se confessait d'aimer Aragon, car il était communiste.

### La guerre
Ils apprennent la déclaration de Guerre dans la villa de Biarritz. Son père est mobilisé, les femmes prennent la relève.
À la signature de l'armistice, la famille déménage dans la maison de la rue Thiers à Libourne, sans nouvelles du père et de l'oncle. Ils doivent accepter dans la maison un jeune lieutenant allemand. La famille apprend finalement que le régiment du père de Serge s'est réfugié en Suisse. 
En 1942, les soldats regagnent la France ; la nourriture est rare, il fait froid. Au collège de la Ville, malgré les biscuits vitaminés distribués, les enfants sont rachitiques. L'essence manque, les pneus sont introuvables. La famille va de maison en maison, de Langon à Aramits, qui sont moins touchées par les restrictions.
Serge Labégorre passe ses grandes vacances près de Carcassonne, pour peu de temps encore en zone libre. 
Le père de Serge restructure l'ancienne quincaillerie sans succès, se lance dans le commerce du vin.

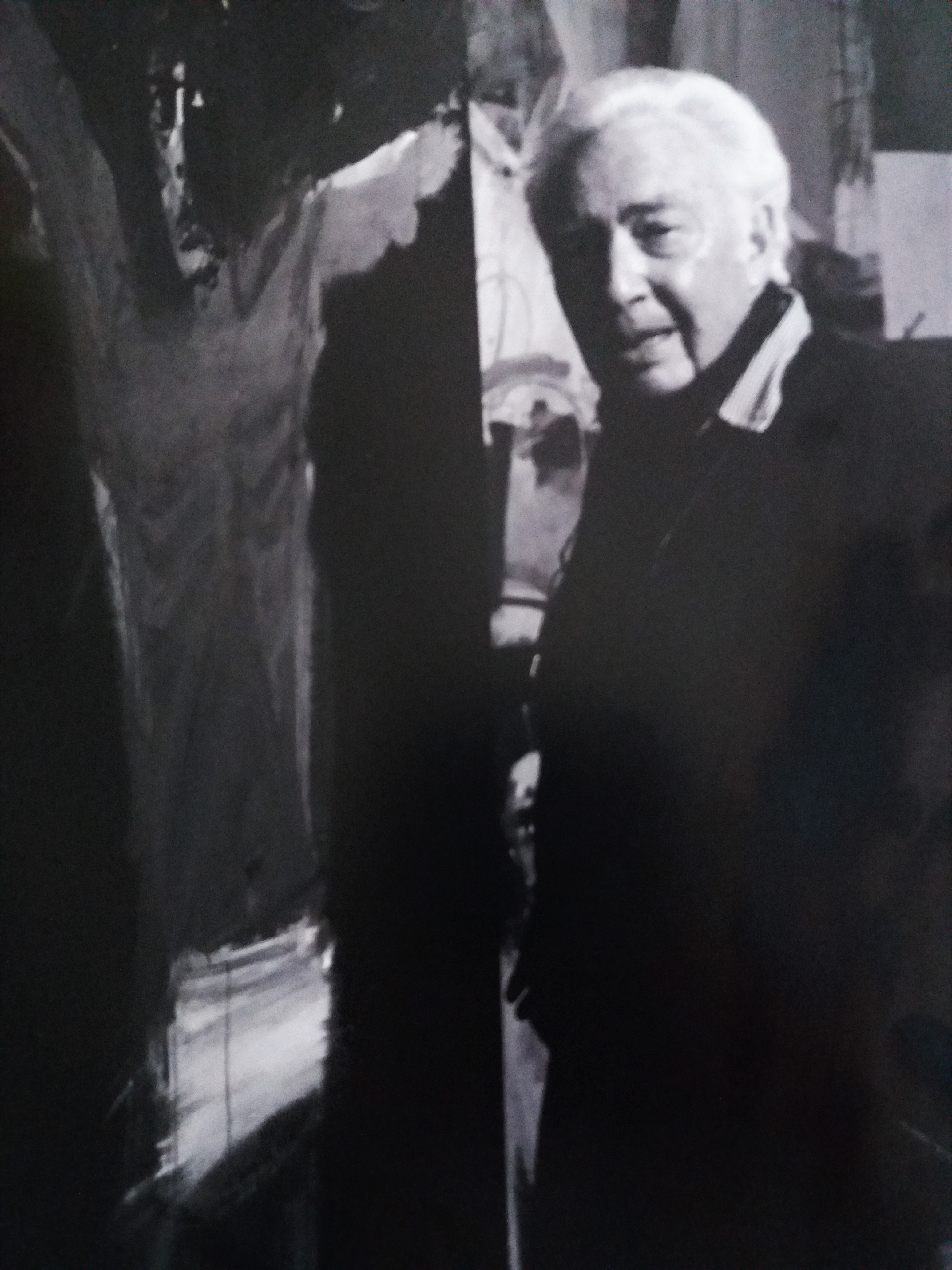
Serge Labégorre devant une de ses toiles.

À Aramits, Labégorre peint sa première aquarelle, elle représente l'église du village.
Les bombardements s'intensifient sur Bordeaux. La veille de la libération, Serge Labégorre et les siens se réfugient à Fronsac, dans la famille de la sœur de son père.

### Les débuts d'une vocation
En 1945, le professeur Henry Charnay arrive au collège de Libourne et dit au jeune Labégorre : « Tu es peintre. Quel monde habites-tu ? Ton premier acte est d'en témoigner. Tu ne peux pas échapper à ça ». 
Serge Labégorre grandit, fait 1,83 m : il doit suivre une cure de suralimentation à Langon, encouragé par son oncle. Il tombe malade, se réveille une nuit, crache un flot de sang, appelle à l'aide : le médecin diagnostique une tuberculose. Des examens confirment une atteinte grave au poumon droit. 
Il repart à Langon pour manger car, à Libourne, les restrictions sont toujours en place. La forêt des Landes est proche, l'air des pins est bon pour ses poumons. Il est obligé de rester 16 h au lit, peu à peu, reprend ses promenades en forêt, et recommence à peindre. Il a beaucoup de modèles : les domestiques dans cette demeure langonnaise, le jardinier, la bonne, sa grand-tante ou encore ses cousins. 
Convalescent, il revient à Libourne à 16 ans ; on le laisse peindre. Cloué au lit, coupé du monde et empêché de suivre ses cours, il affermit son potentiel et sa détermination ; il étudie l'iconographie picassienne, goyesque ou de de Staël.
En 1950, Henry Charnay ouvre son Académie de Peinture à Libourne.Serge en est le premier massier. Il est envoyé à Langon, puis retourne à Biarritz, dans la villa Le Récif ; il essaie de peindre la mer sans succès ; il attribue son échec au fait qu'il « trempe son pinceau dans la réalité »[réf. nécessaire].
Il revient  au collège, commence l'année scolaire, mais on lui diagnostique alors un pneumothorax au poumon droit. Il continue sa scolarité. Aux grandes vacances, il repart pour Biarritz.
Serge Labégorre se plaît à citer la phrase d'Alain : « On est aussi défini par ses tanières ». Le poumon droit se cicatrise mais le gauche est atteint. Il passe un an à la montagne. Un nouveau remède arrive des États-Unis : après traitement, il sera considéré comme guéri de son bacille de Koch.

### Carrière

#### Débuts
En 1956, en Terminale, il rencontre Rosy, sa future femme. C'est l'année de sa première exposition à Bordeaux. Il vient ensuite à Paris, où il fréquente l'Académie de la Grande Chaumière. Mais il souffre, à Paris, dans l'atelier rue de Saintonge qu'il avait loué à Élisa Levitsky.
Rosy entre en fac de lettres à Bordeaux ; ils se marient en 1958. Elle assiste son beau-père dans la gestion de l'entreprise. Serge Labégorre refuse de prendre la succession du commerce familial. Pour travailler sans souci matériel, il accepte d'enseigner la peinture au lycée Louis-Barthou à Pau, de 1963 à 1968.
Véronique, leur première fille, naît à Libourne, en 1961. Quelque temps après, la grand-mère de Serge disparaît. C'est à Pau que Sophie, leur seconde fille, naît ensuite en 1963[réf. nécessaire].
Entre 1960 et 1962, il expose aux États-Unis et au Portugal, puis à Paris ; il adhère à la société des Indépendants bordelais, conduite par Jean Maurice Gay. Il tisse des relations amicales et professionnelles avec des peintres bordelais : Marcel Pistre, Jacques Belaubre, Henry Mazaud, et participe aux activités du groupe Solstice.
Du début des années 1960 jusqu'en 1980, Serge Labégorre expose surtout à la Galerie du Fleuve à Bordeaux. Sa rencontre avec Henriette Bournin, la directrice, est décisive. Amie d'André Lhote, elle expose déjà de nombreux peintres bordelais.
En 1967, il est invité au premier festival de Saint-Émilion avec Jean Carzou. Ce festival a été créé par le musicien Henri Sauguet. Labegorre est remarqué par le galeriste anglais David Goodman, qui lui ouvre pendant six ans les portes de ses galeries de Chichester et Londres. Il fait de lui l'unique invité du festival de Chichester en 1968, qu'il a fondé avec Laurence Olivier. Labégorre partage donc, jusqu'en 1974, sa vie entre la France et l'Angleterre.
Entre 1977 et 1978, il réside à Paris et se lie d'amitié avec Guerrier, Lapoujade, Lagrange, plus tard avec Ledannois et Reimpré. Il expose régulièrement à la Galerie Suillerot, puis de nouveau aux États-Unis, et réalise des décors de films et des environnements pour les concerts.
Il se retire souvent dans son ample atelier en enfilade de Fronsac : cet isolement lui permet de méditer, agir et peindre, à l'écart de la capitale.

#### Notoriété
À partir de 1978, ses créations publiques au métro Saint Augustin, ou à Saint-Émilion, attirent l'attention d'autres galeries parisiennes, après l'émission d'André Parinaud : « Forum des Arts ». Une des diffusions lui est entièrement consacrée, sur une chaîne nationale.
Il entre chez Raymond Suillerot, grand galeriste parisien, un des 5 fondateurs de la FIAC ; à sa mort, il rejoint le temple de l'expressionnisme français de l'époque, dans la galerie Marie Vitoux, dans le Marais ; elle accrochera ses dernières productions tous les deux ans,.
Chaque année, la Foire internationale d'art contemporain (FIAC) retient les œuvres de Labégorre[réf. nécessaire].
Le Grand Palais choisit, autour de Labégorre, douze artistes bordelais depuis Marquet. Libourne célèbre en 1982 ses 25 ans de peinture dans son centre culturel.
La Fondation Soulac Médoc retient  ses toiles pour son musée d'art contemporain.
Il est salué dans des émissions de télévision (France 2, FR3) ou radiophoniques, invité par des musées des beaux arts de différentes villes (notamment Bordeaux, lors du Mai bordelais), figure dans des galeries nationales et est invité à l'étranger dans des centres artistiques anglais, allemands, américains et japonais. 
Des musées de l'expressionnisme en France achètent ses toiles. Le cycle des six grandes expositions aux États-Unis (Baltimore, Chicago, Los Angeles, New York, San Francisco en 1990) est un succès. Le Musée d'Art Moderne de Karachi acquiert ses peintures[réf. nécessaire].
En avril 2000, Christine Phal ouvre les portes de sa galerie, rue Mazarine à Paris, à Serge Labégorre[réf. nécessaire].
Le magazine Artension le cite parmi les 100 peintres qui comptent.
Le 28 novembre 2014, ouvrent les Fonds Labégorre sous l'égide de sa fille Sophie. L'objectif est de sauvegarder, pérenniser, montrer et faire circuler les œuvres de Serge Labégorre. La structure abrite une exposition permanente du peintre, et plusieurs expositions temporaires. Elle favorise le mécénat privé et fait également office de bar-restaurant ou de lieu de conférence.
Les œuvres de Serge Labégorre sont en exposition permanente à la Galerie Protée, Rue de Seine - Paris, à la Galerie Bourdette Gorzkowski, quai Saint Étienne - Honfleur, à la Galerie du Fonds Labégorre et à la Galerie MamMuti - île de Ré.
En 2015, à l'occasion de l'exposition d’Honfleur, galerie Bourdette Gorzkowski, Lydia Harambourg écrit un article sur lui pour la gazette Drouot.
Il est exposé en 2017 dans les salles Jean-Hélion de la ville d'Issoire.
Il est l'objet d'une exposition temporaire au Musée des Beaux-Arts de Pau entre juin et septembre 2024. 

### Iconographie

#### Portraits
« Je me souviens qu'après une discussion avec Serge Labégorre, à propos de l'état d'esprit ou de la psychologie des personnages de ses tableaux (et d'autres amis l'interrogeaient avec moi...), il nous répondit, avec une certaine véhémence, pour ne pas dire avec agacement : « Il faut d'abord que mes personnages soient de la Peinture ! » [...] Ainsi la composition d'un tableau parle de l'au-delà, comme les formes et les couleurs parlent par elles-mêmes de l'âme des personnages. » Bernard Ponty.

#### Religieux et Crucifixions
Modèle:Cittaion (Denis Tillinac, Auriac, avril 2016)